# 紫雲竜吉之助
紫雲竜 吉之助（しうんりゅう きちのすけ、1882年1月7日 - 1946年4月28日）は、現在の千葉県大網白里市四天木出身で高砂部屋、阿武松部屋に所属した力士。本名は斎藤 吉次郎。9代出来山、7代阿武松。172cm、86kg。最高位は東前頭筆頭。大見嵜八之助の甥。

## 経歴
1898年1月初土俵、1904年1月十両昇進。1907年5月入幕し、1908年5月には7勝2預の優勝相当の成績を収めた。1917年1月に引退し、出来山を襲名、出羽一門に属した。伯父が没したのち、阿武松を襲名した。

## 成績
- 番付在位場所数：39場所
- 幕内在位：16場所
- 幕内成績：52勝66敗25休10分7預
- 十両在位：11場所
- 十両成績：46勝33敗7分4預

### 場所別成績
| 1898年 （明治31年） | 東序ノ口17枚目 –                 | 東序ノ口2枚目 –              |
| 1899年 （明治32年） | 東序二段13枚目 –                 | 西序二段4枚目 –              |
| 1900年 （明治33年） | 東三段目20枚目 –                 | 西三段目筆頭 –               |
| 1901年 （明治34年） | 東三段目7枚目 –                  | 西幕下26枚目 –               |
| 1902年 （明治35年） | 西幕下34枚目 –                   | 東幕下7枚目 0–1 （対十両戦） |
| 1903年 （明治36年） | 東幕下8枚目 1–0 1分 （対十両戦） | 西幕下5枚目 1–0 （対十両戦） |
| 1904年 （明治37年） | 西十両10枚目 2–1 2分             | 東十両9枚目 4–4              |
| 1905年 （明治38年） | 東十両7枚目 3–3                  | 東十両5枚目 6–2 1預          |
| 1906年 （明治39年） | 東十両筆頭 2–7 1分               | 東十両5枚目 5–3 1預          |
| 1907年 （明治40年） | 東十両筆頭 6–2 2分               | 西前頭11枚目 2–3–1 3分1預    |
| 1908年 （明治41年） | 西前頭13枚目 4–2–1 2分1預        | 西前頭9枚目 7–0–1 2預        |
| 1909年 （明治42年） | 東前頭5枚目 1–5–2 2分            | 東前頭12枚目 2–4–1 2分1預    |
| 1910年 （明治43年） | 東十両筆頭 4–3 1分               | 東十両筆頭 6–3 1預           |
| 1911年 （明治44年） | 東前頭13枚目 4–5–1               | 東前頭16枚目 1–5–4           |
| 1912年 （明治45年） | 東十両2枚目 5–3                  | 東十両筆頭 3–2–1 1預         |
| 1913年 （大正2年） | 東前頭14枚目 6–3 1分             | 西前頭3枚目 2–8              |
| 1914年 （大正3年） | 西前頭8枚目 5–4 1預              | 東前頭4枚目 6–4              |
| 1915年 （大正4年） | 東前頭筆頭 1–6–3                 | 東前頭7枚目 4–4–1 1預        |
| 1916年 （大正5年） | 東前頭7枚目 5–5                  | 東前頭6枚目 0–5–5            |
| 1917年 （大正6年） | 西前頭13枚目 引退 2–3–5          | x                            |
| 各欄の数字は、「勝ち-負け-休場」を示す。 優勝 引退 休場 十両 幕下 三賞：敢=敢闘賞、殊=殊勲賞、技=技能賞 その他：★=金星 番付階級：幕内 - 十両 - 幕下 - 三段目 - 序二段 - 序ノ口 幕内序列：横綱 - 大関 - 関脇 - 小結 - 前頭（「#数字」は各位内の序列） |                                  |                              |

- 幕下以下の地位は小島貞二コレクションの番付実物画像による。また当時の幕下以下の星取・勝敗数等に関する記録については2024年現在相撲レファレンス等のデータベースに登録がなく、特に序二段や序ノ口などついては記録がほとんど現存していないと思われるため、幕下以下の勝敗数等は暫定的に対十両戦の分のみを示す。

## 改名
改名歴なし（番付上の表記揺れを無視した場合）